# TUSTEP
TUSTEP ist die Abkürzung für TUebinger System von TExtverarbeitungs-Programmen; ein seit 1978 unter diesem Namen vertriebenes und seitdem ständig weiterentwickeltes Programmpaket des Zentrums für Datenverarbeitung der Universität Tübingen.
Zweck des Programmsystems ist die wissenschaftliche Textdatenverarbeitung innerhalb der Geisteswissenschaften. Spezifische Aufgaben, für die TUSTEP verwendet werden kann, sind etwa:
- die Erstellung textkritischer Ausgaben (mit automatischer Verwaltung mehrerer kritischer Apparate)
- der Vergleich verschiedener Textfassungen zur automatischen Generierung der Apparate
- komplexe Registeraufgaben
- statistische oder metrische Textauswertungen
- die Erzeugung einer professionellen Satzausgabe der erarbeiteten Daten.

Als besonders leistungsfähiges Element des Programmsystems lassen sich u. a. seine komplexen Suchen-und-ersetzen-Routinen nennen. Die Suchmöglichkeiten sind auf philologische Problemstellungen ausgerichtet, aber auch korpuslinguistische Projekte lassen sich in TUSTEP durchführen (z. B. programmgestützte Annotation, verlustfreie Umwandlung von Datenformaten).
TUSTEP zeichnet sich durch Flexibilität (modularer Aufbau) und seine hohe Verarbeitungsgeschwindigkeit aus. Besonders geeignet ist es für die Verarbeitung XML-strukturierter Daten bzw. Erzeugung XML-strukturierter Daten aus ursprünglich anders strukturierten Daten. Die Bedienung kann auf Skriptebene erfolgen. Eine grafische Benutzeroberfläche existiert in der Commandline-Umgebung des jeweiligen Systems und ist hochgradig konfigurierbar. Zahlreiche renommierte Großprojekte (unter anderem erfolgte die Digitalisierung des Grimmschen Wörterbuchs mit TUSTEP), aber auch Einzelprojekte sind auf der Programmhomepage verlinkt.
Der Aus- und Weiterbildung von TUSTEP-Anwendern sowie der Förderung des Informationsaustausches innerhalb der TUSTEP-Community widmet sich die International Tustep User Group e.V. Zu ihren Aufgaben gehört außerdem die Wartung, Portierung, Weiterentwicklung und Verbreitung von TUSTEP. 
Das Programmsystem ist in Fortran und C geschrieben und steht für die Betriebssysteme Windows, Linux und Mac OS zur Verfügung. 
TUSTEP gibt es 1.: als 'klassisches' TUSTEP, eine zeilenbasierte, parametergestützte Programmiersprache; 2.: als TUSCRIPT, eine moderne, hochentwickelte Skriptsprache; 3.: als TXSTEP, das neue XML-Frontend von TUSTEP.